# 参孙与歌利亚 (起重机)

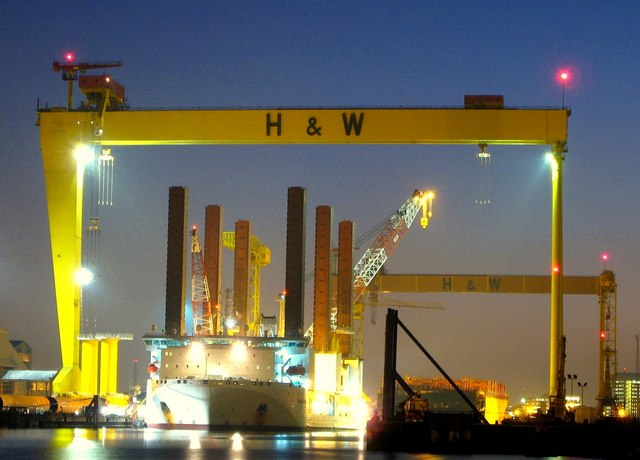
参孙与歌利亚

参孙与歌利亚（英語：Samson and Goliath）是一对造船用门式起重机，位于北爱尔兰贝尔法斯特女王岛，属于哈兰德与沃尔夫造船厂，建于1969年和1974年，分别高106米和96米。它们以圣经人物参孙和歌利亚命名，控制着该市的天际线，是该市的地标建筑。